# سیارک ۱۳۴۹۹
سیارک ۱۳۴۹۹ (به انگلیسی: 13499 Steinberg، نامگذاری:1986TQ5) سیزده هزار و چهارصد و نود و نهمین سیارک کشف شده‌است که در ۱ اکتبر ۱۹۸۶ کشف شد.
قدر مطلق سیارک برابر ۱۳٫۷۰ است.